# Michael Stuart Brown

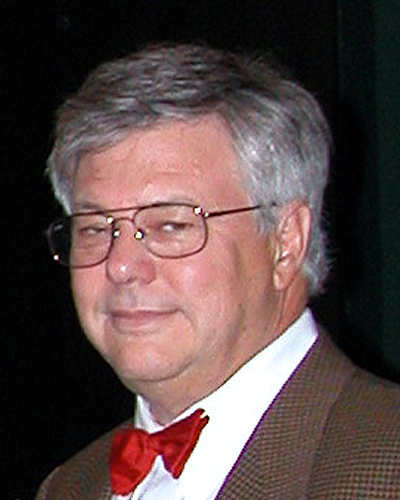
Michael Stuart Brown, 2003

Michael Stuart Brown (* 13. April 1941 in Brooklyn, New York, USA) ist ein US-amerikanischer Genetiker und Nobelpreisträger.

## Leben und Werk
Brown studierte an der University of Pennsylvania Medizin (M. D. Abschluss 1966). Ab 1971 forschte er in einer gastroenterlogischen Abteilung am University of Texas Southwestern Medical Center (damals UT Health Center, Dallas), wo er ab 1972 in enger Zusammenhang mit Goldstein den Cholesterin-Stoffwechsel erforschte. Insbesondere entdeckten sie die wichtige Rolle der LDL Rezeptoren. Ihre Entdeckungen führten zur Entwicklung von Statinen (Lipidsenker).
Brown ist Professor am Southwestern Medical Center der University of Texas (W. A. (Monty) Moncrief Distinguished Chair in Cholesterol and Arteriosclerosis Research).

## Auszeichnungen und Ehrungen
1976 wurde er mit dem Pfizer Award in Enzyme Chemistry ausgezeichnet, 1979 mit dem Richard Lounsbery Award. 1981 erhielt er den Gairdner Foundation International Award und wurde in die American Academy of Arts and Sciences aufgenommen, 1980 in die National Academy of Sciences und 1987 in die American Philosophical Society. 1984 erhielt er mit Goldstein den Louisa-Gross-Horwitz-Preis der Columbia University.
1985 erhielt er zusammen mit Joseph L. Goldstein den Nobelpreis für Physiologie oder Medizin „für ihre Entdeckungen betreffend der Regulierung des Cholesterin-Stoffwechsels“, sowie den William Allan Award und den Albert Lasker Award for Basic Medical Research. 
1987 hielt er die Keith R. Porter Lecture. 1988 erhielt er die National Medal of Science, 1999 den Warren Alpert Foundation Prize, 2002 die George M. Kober Medal, 2010 den Anitschkow-Preis der European Atherosclerosis Society und 2016 den Rolf Luft Award.